# منتخب تشيلي لكرة السلة
منتخب تشيلي لكرة السلة هو ممثل تشيلي الرسمي في المنافسات الدولية في كرة السلة. ينتمي إلى منطقة اتحاد الأمريكتين لكرة السلة. انضم إلى الاتحاد الدولي لكرة السلة في عام 1935.

## البطولات التي شارك فيها
- كأس العالم لكرة السلة
- كرة السلة في الألعاب الأولمبية